# Червенокръстци (Орхание)
„Червенокръстци“ е лист за разпространение на идеите на Младежкия червен кръст в Орхание. Издава се в два броя в периода 27 февруари 1927 г. – 26 февруари 1928 г.
Издава се от бюрото на Младежкия червен кръст при гимназията в града. Урежда се от М. П. Стамболиев. Отпечатва се в печатница „Наука“ на Карл Йосифов Папаушек.
Вестникът продължава да излиза в Русе до 1942 г.